# 山名豊之の殺害事件
山名豊之の殺害事件（やまなとよゆきのさつがいじけん）は文明3年（1471年）9月に起こった伯耆国の守護職の山名豊之が同国由良郷の嶋の地で殺害された事件のこと。文献によれば山名家家中の賊臣による謀反とされている。なお、この事件は一般的な名称が無いので本項では便宜上、上記の名称で表記する。

## 概要
当時、伯耆をはじめとする山名氏の領国では応仁の乱によって守護方の統制が弱体化し各地で山名氏の傍系、国人衆が自立する動きを見せ、混乱していた。伯耆守護・山名豊之はこうした混乱を収拾するため文明元年頃、伯耆へ下向した。混乱の収拾にあたった豊之は家中の謀反に遭い、文明3年9月に殺害された。一説によるとこの事件には当時、伯耆山名氏と対立していた尼子氏（京極氏の守護代）や有力国人らが絡んでいたと言われる。また、実弟である因幡国守護職の山名豊氏も戦死を遂げ、直後に同国守護家が東軍に寝返ったことを示す史料の存在（ただし年次は不明）が指摘され、豊氏の戦死もこの事件と関連している可能性がある（豊之殺害の3日後に、山名氏の出雲遠征軍が京極氏に壊滅させられている）。この事件は伯耆周辺を戦国動乱の時代へ突入させる発端となった。

## 年表
- 享徳2年（1453年）〜応仁3年（1469年）の間
  - 伯耆守護職の山名教之が長子の豊之に守護職を譲る。（実際は教之の指導下にあった。）
- 文明元年頃
  - 豊之、京より伯耆へ下向。
- 文明3年9月
  - 山名豊之、殺害される。
- 文明4年6月
  - 前守護職の山名教之、豊之殺害による国内の混乱を収拾するため伯耆国へ下向する。
- 翌文明5年1月13日
  - 山名教之が死去する。伯耆山名家での家中分裂が激しくなり、伯耆は戦国争乱の時代に突入する。